# Il medico della mutua
Il medico della mutua är en italiensk komedifilm från 1968 i regi av Luigi Zampa.

## Rollista i urval
- Alberto Sordi - dr. Guido Tersilli
- Sara Franchetti - Teresa
- Evelyn Stewart - Anna Maria
- Nanda Primavera - Tersillis mor
- Bice Valori - Amelia, änkan
- Leopoldo Trieste - Pietro
- Franco Scandurra - dr. Bui
- Claudio Gora - chefsläkaren
- Pupella Maggio - signora Parise
- Sandro Dori - dr. Zucconi
- Tano Cimarosa - Laganà